# انتوني برينسيبي
انتوني برينسيبي (بالإنجليزية: Anthony Principi)‏ (و. 1944 – م) هو ضابط، ومحام من الولايات المتحدة الأمريكية ولد في مدينة نيويورك.
وهو عضو في الحزب الجمهوري .

## التعليم
تعلم في أكاديمية الولايات المتحدة البحرية.